# M&D
M&D là một nhóm nhạc dự án gồm hai thành viên của Hàn Quốc, được thành lập dưới sự quản lý của SM Entertainment. Thành viên bao gồm Heechul của Super Junior và Jungmo của TRAX.

## Lịch sử
Kim Heechul của Super Junior và Kim Jungmo của TRAX là những người bạn thân đã lâu năm kể từ khi cả hai mới gia nhập SM Entertainment. Họ thường cùng nhau tham gia nhiều chương trình truyền hình và tham gia các buổi biểu diễn mà Jungmo đệm đàn cho Heechul hát (trong đó có các buổi diễn tại Super Show, Super Show 2). Hai người cũng cùng nằm trong một nhóm gọi là "Chocoball" (Viết tắt của cụm từ tiếng Hàn "Mặc dù có chút điên khùng nhưng càng nhìn càng thấy hấp dẫn") do Heechul lập nên gồm những người nổi tiếng trong làng giải trí Hàn Quốc có nhóm máu AB.
Vào năm 2011, Heechul đã có ý tưởng về việc thành lập một ban nhạc dự án gồm hai thành viên, lấy tên là M&D, cùng với Jungmo. M&D là đại diện cho Heechul (M) và Jungmo (D) với ý nghĩa là "Midnight and Dawn" (Nửa đêm và Bình minh); hoặc cũng có thể hiểu là chữ cái đầu tiên của quê nhà mỗi người, "Miari và Dangae-dong". Dự án đã được chủ tịch của SM Entertainment là Lee Soo-man phê chuẩn nhanh chóng.
Heechul nói rằng anh đã trở nên khá tự ti khi hát và đã từ bỏ ước mơ trở thành một người nổi tiếng về ca hát của mình sau sự cố hát lạc giọng trong một buổi quảng bá đĩa đơn "U" của Super Junior, nhưng nhờ có sự động viên của các thành viên Chocoball và đặc biệt là Jungmo nên anh đã quyết tìm lại ước mơ ca hát khi xưa. Tuy nhiên, anh muốn hát theo phong cách của riêng mình, nên đã thành lập nên nhóm nhạc dự án này.

## Âm nhạc và đĩa đơn
Đĩa đơn đầu tiên của nhóm, "Close Ur Mouth" (Tiếng Hàn: 뭘봐 - Nhìn gì?), do Jungmo viết nhạc và Heechul viết lời, có lời lẽ khá táo bạo. Heechul vốn nổi tiếng là một người có phong cách 4D (những người khác thường) và yêu bản thân, điều đó có thể thấy được qua bài hát này. Bài hát nói về một anh chàng bị người yêu chia tay, nhưng anh ta không lấy đó làm đau buồn mà chỉ cho rằng cô gái đã quá dại dột. "Em nói em rời bỏ anh vì em yêu anh, điều đó thật lố bịch", hay "Có rất nhiều cô gái ngoài kia đang nhìn theo anh. Nhưng chẳng có anh chàng nào theo em đâu. Đó là sự khác biệt giữa anh và em. Em vẫn định đi chứ gì? Tốt thôi, chào nhé!"
Nhóm đã phát hành đĩa đơn "Close Ur Mouth" thông qua các trang nghe và tải nhạc trực tuyến vào ngày 21 tháng 6 năm 2011. Đây là một ca khúc có nhịp điệu nhanh, có hơi hướng của nhạc Pop pha trộn với chút Rock. Dù không được thành công về mặt thương mại khi chỉ đứng thứ 400 trên bảng xếp hạng nhạc số, nhưng ca khúc này cũng đã giúp Heechul và Jungmo thỏa mãn vì đạt được mục đích là có một ca khúc mang dấu ấn của riêng mình.
Ca khúc được viết và thể hiện bởi Heechul, còn Jungmo sáng tác phần nhạc và chơi toàn bộ nhạc cụ tạo nên bài hát, bao gồm trống, piano, guitar điện và guitar bass.
Nhóm đã có buổi diễn ra mắt tại lễ trao giải mùa hè của M.net, "20’s Choice" vào ngày 7 tháng 7 năm 2011.
Năm 2015 nhóm trở lại với Album I Wish

## Music video
Music video của "Close your mouth" được phát hành ngày 23 tháng 6 năm 2011 thông qua trang YouTube chính thức của SM Entertainment là sment. MV đã được quay vào đầu tháng 6 tại ‘EverySing Noraebang’ (Phòng Karaoke thuộc sự quản lý của SM Entertainment) tại Apgujeong-dong, Seoul. Heechul nói rằng anh đã tự đảm nhận khâu dựng phim, tuyển diễn viên và lựa chọn đội ngũ quay phim. Dàn diễn viên tham gia vào MV bao gồm Simon D của Supreme Team, Jia của Miss A, Hongki và Jonghoon của FT Island, Junhyung của B2ST và nghệ sĩ hài Kim Kyung Jin. Đây đều là các thành viên trong hội Chocoball của Heechul.
Theo một mẩu tweet trên twitter của Heechul, MV đã được quay trong vòng 10 phút.
| “ | MV của M&D đã ra rồi. Kyungjin, Simon D, Hongshi, Jonghoon, Yong Yong. Nữ diễn viên quyến rũ Jia. Bởi vì ngài đạo diễn nóng tính nên MV đã được quay chỉ trong vòng 10 phút ㅋㅋ Jungmo nói cậu ấy có thể đến muộn một chút nên chúng tôi không đợi nữa mà quay luôn phần của mình rồi rời đi ㅋㅋ D là một người không thể đợi được. | ” |

## UCC Contest
Trong khoảng thời gian từ 24 tháng 6 đến 7 tháng 7 năm 2011, Heechul và SM Entertainment đã tổ chức một cuộc thi UCC contest để tìm kiếm ra MV bắt chước theo "Close Your Mouth" thú vị nhất. Tất cả những video tham gia đều có thể được thấy trên trang web chính thức và trên facebook của SM Entertainment. Người chiến thắng sẽ được công bố vào ngày 6 tháng 7. Phần thưởng cho người chiến thắng là một đôi dép đi trong nhà do Heechul vẽ kiểu và những phần quà khác kèm theo. MV chiến thắng cũng sẽ được đăng tải trên trang youtube của SM.

## Tan rã
Vào ngày 25 tháng 7, Heechul đã chính thức thông báo về sự tan rã của ‘M&D‘. Anh viết trên twitter, 
| “ | "Với lịch làm việc như của hôm nay cũng như của những ngày khác, những hoạt động quảng bá của M&D trong thể kỉ 21 phải dừng lại thôi. Vĩnh biệt.. Hẹn gặp lại trong Super Junior và Trax nhé." | ” |